# 상벌상쇄
상벌상쇄(賞罰相殺)는 죄인에게 해당 죄인이 해왔던 모든 행동을 다 드러내서 그 죄인이 한 행동 중 업적에 해당되는 행동으로 죄를 깎는 처분을 의미한다. 반대로 훌륭한 업적을 많이 쌓은 사람이라 할지라도 그 사람의 모든 과거를 다 조사하여 죄에 해당되는 부분으로 그 사람의 공을 깎는 행동 역시 상벌상쇄가 된다.
어떠한 사람에 대한 논공행상 시 그 사람의 업적과 죄를 저울질해서 업적이 더 뛰어난 사람의 경우는 업적에서 죄만큼 깎아서 은상을 하고 죄가 더 많은 사람의 경우는 그 사람이 지은 범죄에서 업적만큼 깎아서 형벌에 처하는 방식이다.
만약 그 사람의 업적과 죄의 무게가 같을 경우에는 그 사람의 업적을 무효로 하는 대신 죄를 묻지 않는 것도 상벌상쇄라 할 수 있다.
임진왜란 당시 이순신 장군 역시 모함에 의해 크게 벌을 받게 되었음에도 불구하고 그간 쌓은 무훈이 워낙 컸기 때문에 목숨을 부지했던 것을 대표적 사례로 꼽을 수 있다.

## 같이 보기
- 상벌교육